# 加泰羅尼亞地中海山脈
41°41′21.56″N 2°34′39.6″E / 41.6893222°N 2.577667°E
加泰羅尼亞地中海山脈（西班牙語：Cordilleras Costero-Catalanas），是西班牙的山脈，位於該國東北部加泰羅尼亞，長300公里、寬50公里，與加泰羅尼亞前海岸山脈和加泰羅尼亞海岸山脈平衡。